# Artúr Feilitzsch

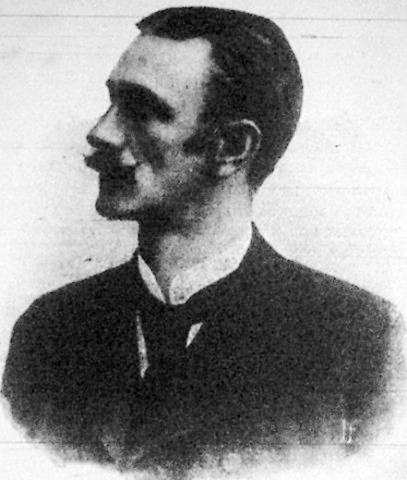
Artúr Feilitzsch in 1905

Baron Artúr Feilitzsch (Törökkanizsa, 18 februari 1859 - Ernei, 15 juni 1925) was een Hongaars houtvester en politicus, die minister van Landbouw was van 1905 tot 1906.
Hij studeerde bosbouw in Selmecbánya en werkte daarna voor de bosbouwagentschappen van Máramarossziget, Boedapest en Kolozsvár. Hij was voorzitter van de Zevenburgse Karapatenvereniging. Van 1899 tot 1905 was hij lid van het Huis van Afgevaardigden voor de Liberale Partij, als vertegenwoordiger van Kolozsvár. Hij was een aanhanger van István Tisza. In 1903 werd hij vice-voorzitter van het Huis van Afgevaardigden en in oktober 1905 werd hij minister van Landbouw in de regering-Fejérváry. Hij trok zich terug uit de politiek na de val van de regering in april 1906.